# Avvenne domani
Avvenne domani (It Happened Tomorrow), anche conosciuto con i titoli Avvenne... domani (prima edizione italiana del 1946), Ore X: colpo sensazionale (riedizione del 1955) e Accadde domani, è un film del 1944 diretto dal regista francese René Clair, interpretato da Dick Powell, Linda Darnell, Jack Oakie, Edgar Kennedy e Sig Ruman.

## Trama
Nel 1890, Lawrence 'Larry' Stevens (Dick Powell) è uno scrittore di necrologi infelice del suo lavoro e sull'orlo del licenziamento. In un'occasione esprime il suo desiderio di conoscere il futuro al vecchio archivista Pop Benson (John Philliber), che lavora nel suo giornale. Quella notte l'anziano gli regala l'edizione del giornale che deve ancora uscire: quella del giorno successivo.
Vedendo la notizia di una rapina all'opera scritta da lui stesso, decide di recarvisi anticipando i fatti, ma questo lo porta anche a essere sospettato dall'ispettore Mulrooney (Edgar Kennedy), che vuole sapere come Larry conoscesse i particolari della rapina.
Mentre si trova agli arresti, Larry riceve una visita dell'archivista che gli legge dal nuovo numero ancora da stampare che una misteriosa donna si butterà in un fiume. Viene così liberato e scopre che la misteriosa donna è Sylvia, la ragazza a cui fa la corte.
Larry e Sylvia (Linda Darnell), che si spaccia per una chiaroveggente con lo zio Oscar Smith (Jack Oakie), hanno una serie di avventure, fino a quando Oscar pensa erroneamente che Larry abbia avuto un incontro con la ragazza nella sua pensione. Lo zio tenta di spingere Larry a sposarla, non sapendo che questi stesse appunto per chiedergli la mano di Sylvia.
Un nuovo numero inedito del quotidiano darà a Larry l'idea di puntare sulle corse vincenti, per vincere abbastanza soldi. Sfortunatamente sullo stesso giornale viene riportata però anche la notizia della sua morte quella stessa notte, per cui lui e Sylvia si sposano immediatamente.
Larry punta sul vincitore accumulando $60.000, ma il denaro viene poi rubato mentre tornano in città. In redazione gli riferiscono che il vecchio Pop è morto tre giorni prima. Larry si propone allora di evitare la hall dell'hotel San Giorgio, dove si suppone che la sua morte abbia luogo, ma le circostanze continuano a spingerlo in quella direzione. Individua l'uomo che lo ha derubato e lo insegue a piedi per le strade e sui tetti, finché entrambi non cadono attraverso il camino che conduce all'atrio dell'hotel che ha cercato di evitare. Scoppia uno scontro a fuoco e il ladro viene colpito e ucciso. Poiché ha il portafoglio di Larry, viene dapprima identificato nel giornalista, cosicché il suo giornale stampa una storia errata dicendo che il loro cronista è stato ucciso. Quando viene a galla la verità, il giornale è già nelle strade; ma è questa l'edizione che Pop aveva regalato a Larry, e si trattava solo di uno scherzo "soprannaturale" di Pop, per cui nell'hotel a morire è appunto il ladro e non Larry, che a questo punto può sposare Sylvia e con lei fantasticare di vivere insieme per altri cinquant'anni e festeggiare così le nozze d'oro, cosa che infatti avverrà nel 1940.

## Produzione
Il film, il terzo girato in America da René Clair (dopo L'ammaliatrice con Marlene Dietrich e Ho sposato una strega con Veronica Lake), fu prodotto dall'Arnold Pressburger Films (con il nome Arnold Productions Inc.).
Durante le riprese, l'attore Jack Oakie, che interpretava il ruolo dello zio, modificò sistematicamente d'istinto le sue parti nei dialoghi, con la tacita approvazione del regista.

### Soggetto
Clair si interessa a un atto unico di Lord Dunsany, Jest of Haha Laha, da cui Wedlock e Snyder avevano tratto una novella. Aveva acquistato i diritti il regista Frank Capra. Essendo Capra poco convinto del soggetto, Pressburger ne rileva i diritti per la United Artists e Clair, scioltosi amichevolmente dal contratto con la Paramount, accetta di trasformarlo in film.

### Sceneggiatura
Nella stesura della sceneggiatura Clair è affiancato da Dudley Nichols, una delle firme più autorevoli di Hollywood. Con lui collaborerà anche per la sceneggiatura di Dieci piccoli indiani.

### Struttura
Come il precedente film girato da Clair, Ho sposato una strega, anche questo si articola in tre parti e un prologo.

## Distribuzione
Distribuito dall'United Artists, uscì nelle sale cinematografiche statunitensi il 28 maggio 1944. In Italia, il film venne distribuito dalla RKO Radio Films SpA.
Sul mercato italiano sono uscite diverse edizioni Home video del film in DVD.

### Accoglienza
Il film ebbe molto successo in America; la stampa francese si permise qualche lieve riserva sulla mancanza di studio psicologico dei personaggi, anche se per altri critici l'assenza di indagine psicologica rappresenta la garanzia della dimensione fantastica del cinema di Clair.

### Critica
Paolo Mereghetti:
(Paolo Mereghetti, Dizionario dei Film, Baldini-Castoldi, Milano 1993, p. 17.)

## Omaggi e citazioni
- Il tema del "giornale del giorno dopo" è stato successivamente ripreso dalla serie televisiva Ultime dal cielo, in cui il protagonista, in ogni episodio, trova sullo zerbino (su segnalazione del proprio gatto) una copia del giornale del giorno seguente. In tal modo viene messo a conoscenza degli avvenimenti di quel giorno e può comportarsi di conseguenza. La stessa idea del giornale del futuro la troviamo in Paycheck il cui finale sarà determinato da un lieto fine associato al biglietto della lotteria vincente.
- L'albo n° 40 di Dylan Dog Accadde domani prende ispirazione dal film di Clair.
- Nell'episodio Il televeggente del film Culo e camicia, il personaggio interpretato da Enrico Montesano prende un giornale da dentro un cassetto e dopo aver visto la data esclama: «Ah ecco! 'Sto giornale esce dopodomani!», citando quindi questo film.
- Viene citato nel film A spasso nel tempo da Massimo Boldi.

## Riconoscimenti
Il film fu candidato a due premi Oscar 1945:
- Miglior colonna sonora di commedia o film drammatico
- Miglior montaggio audio